# クロノアイズ
『クロノアイズ』 (英: CHRONO EYES) は、長谷川裕一の漫画作品である。本項では続編の『クロノアイズ・グランサー』 (英: CHRONO EYES GLANCER) についても記述する。
なお、本項では原則として前者を『第1部』、後者を『第2部』と表記し、「クロノアイズ」と表記した場合には作中に登場する架空の組織・時空監視機構を指すものとする。
第1部は第34回星雲賞（2003年）コミック部門を受賞した。また、第2部も同賞の第35回（2004年）の参考候補作に挙げられていた。

## 概要
講談社の『月刊マガジンZ』に第1部は1999年8月号（創刊号）から2002年6月号にかけて、第2部は2002年8月号から2003年11月号にかけて連載された。
第1部ではクロノアイズ（「時空神の目」という意味）と時間犯罪結社ハデスサイズ（「冥王の吐息」という意味）との戦い、第2部ではタイキとアナが新しい仲間とともに時間犯罪者によって「改変」された様々な世界を「修理」していく活躍を描いた、「時空」をテーマとしたSF漫画作品である。

## 単行本
いずれも長谷川裕一著、講談社マガジンZKC刊。また、翻訳版としてはBongkoch Publishingによるタイ語版（参考
）や長鴻出版社による台湾版（タイトルは『時空眼』『超越時空眼』）が存在する。
- 『クロノアイズ』（第1部）
  1. 2000年1月21日初版・ISBN 4-06-349010-6
  2. 2000年5月24日初版・ISBN 4-06-349017-3
  3. 2000年12月22日初版・ISBN 4-06-349043-2
  4. 2001年7月23日初版・ISBN 4-06-349063-7
  5. 2002年2月22日初版・ISBN 4-06-349084-X
  6. 2002年6月21日初版・ISBN 4-06-349099-8
- 『クロノアイズ・グランサー』（第2部）
  1. 2003年1月23日初版・ISBN 4-06-349116-1
  2. 2003年7月23日初版・ISBN 4-06-349135-8
  3. 2003年11月21日初版・ISBN 4-06-349153-6

## あらすじ

### 第1部
1999年7月7日、平凡な高校生だった少年、西郷大樹（タイキ・サイゴウ）は「知力、体力に優れているが、死んでも歴史に大きな影響がない」という理由でクロノアイズ（いわゆるタイムパトロール）にスカウトされた。当初は戸惑っていたタイキであったが、持ち前の正義感ゆえにハデスサイズの横暴を見逃すことが出来ずクロノアイズに参加、様々な時代で冒険を繰り広げる。
だが退屈丸の正体が、歴史的著名人であることを知ったことを切っ掛けに、クロノアイズそのものに疑問を抱き始めるタイキ。
そしてクレオがアトランティスの民を救うべくハデスサイズと結託、クロノアイズ・ハデスサイズ・アトランティスそれぞれの思惑が交錯する三つ巴の戦いの中、アトランティスの民は全て宇宙に脱出することに成功、それを幇助したタイキのチームはクロノアイズから指名手配されてしまう。
エルザのとんでもない正体が判明する中、クロノアイズはハデスサイズ首領ハデスによって掌握され、クロノアイズ本部に乗り込んだタイキたちはついに逮捕されてしまう。
歴史における自分の役割―――航時理論を生み出す女性を自分の生命と引き換えに救う―――を果たすべく、一人元の時代に戻されたタイキは迷いつつも歴史通りに彼女を救い死亡。
彼の死を知らされた仲間たちはハデスに対して反逆を開始するも、力及ばず追い詰められてしまう。
絶体絶命の窮地の中、ハデスから用無しとされたハデスサイズ四幹部の手によって蘇生を果たしたタイキが駆けつけ、クロノアイズの真の創設目的と存在意義を語りだす…！

### 第2部
舞台は第1部終了から5年後。“アイズ"の目的は時の流れを見張ること。しかし、タイムトラベルした時間犯罪者による歴史介入で改変された世界から不当な圧力を取り除く「時の修理屋」が存在した。
彼らは見張るのではなく、その視線で射る! クロノアイズ・グランサーとは、悪を射る“視線"である!
元クロノアイズの経歴を活かし、グランサーとなったタイキとアナは、平行世界の一つで保護したサイボーグ少女ヒルダを仲間に加えて歴史修復の冒険を繰り広げていく。
そんなある日、ヒルダはタイキとアナのかつての仲間グリーナム・ターンディックに命を救われる。
彼は人形（パペット）の巣の襲撃の際に突如裏切り、タイキとアナ以外のグランサーを皆殺しにした挙句、アナを一時期連れ去っていた仇敵であった。
自分とグリーナムとの関係性に気づきつつも、かつてのアイズの仲間の協力を受け、グリーナムの拠点に乗り込んだタイキは最後の対決を挑む！

## 登場人物

### 主人公
西郷大樹（さいごう たいき）
コードネームはウルフアイズ（青狼の目）。日本の高校生。17歳。周囲からはカタカナ読みで「タイキ」と呼ばれている。祖父が古武術の道場主、父親は有名なコンピュータエンジニアで格闘技とPCの技術はちょっとした物。歴史の造詣も深く、任務で訪れた時代に関する知識を発揮する事も少なくないが、子供の頃に「正義の私立探偵」を目指していた事もあり、少々探偵オタクな一面も持つ。前髪にふた房の赤いメッシュが入っており、「時計の針」の様に見える。
ある日、突如として現れたアナ達にクロノアイズへの所属を強制され、更に自宅地下を基地に改造された事で泣く泣く一員となるが、やがて持ち前の正義感から積極的に時空犯罪者との戦いに身を投じることとなる。本人には知らされていないが、歴史上では2003年に死亡する事になっており、それが歴史の大きな分岐点となっている。退屈丸の正体を知った事でクロノアイズに疑念を抱くようになり、更にクレオの一件でクロノアイズからも追われる身となる。しかし逃げていては解決しないと悟り、敢えてクロノアイズに立ち向かう道を選ぶが、既にクロノアイズを手中に収めたハデスサイズによって拘束され、2003年にて「歴史通りの死」を辿る形で処刑される。ハデスサイズから離反した四大幹部の協力で蘇生し、窮地を脱した後は偶然にも時空間の真実を知る事になるも、ある方法を用いる事で歴史に影響を与える事なく仲間達を救う事に成功。ハデスとの戦いに決着を付けて未来を救うが、自身はクロノアイズを脱退し、別の戸籍を得て別人として生きるべく自分の死後である2003年に戻った。しかしアナに誘われ、時を駆ける戦いに再び身を投じた。
彼がクロノアイズにスカウトされたのは、強大な犯罪組織であるハデスサイズに対抗するためであり、ハデスの存在しない最良解ではクロノアイズになる事も無く2003年の最期の時まで平凡に暮らしている。
空我太揮（うつわ　たいき）
第2部では23歳。西郷大樹としては既に死亡しているため名を変えており、時計店「未来屋」を経営する一方でクロノアイズには属さない「視線者（グランサー）」として歴史改変による不当な弾圧から該当する世界の人々を解放するために、歴史の改変者たちと戦っている。
数度に渡る確実な死の状態から幾度も生還してきた過去から時空治安関係者からは「死なずのタイキ」「地獄帰りの不死身野郎（ダイ・ハード）」「死なない一匹狼（アンデッド・ロンリー・ウルフ）」などの異名をとっているが、これは敵味方問わず他者の思惑も働いた結果なので、本人はそう呼ばれる事を嫌がっている。ある事件以来、髪をオールバックにしている。数々の修羅場を戦い抜いた事で、危機的状況でも余裕の態度を保てるなど熟練のグランサーとして成長を遂げているが、あまりにも予想外の事態には頭を抱えて大騒ぎすると言った点は変わっていない（この驚き方は父親譲り）。

アナ・ホーキンズ
コードネームはイーグルアイズ（鷲の目）。アメリカ合衆国西部開拓時代の女ガンマン。1852年生まれの16歳。一人称は「おれ」で男性口調な上に気の強い性格。当初はタイキに先輩風を吹かせたり傍若無人な振る舞いが目立った事もあり、タイキとはしばしば反発するが、やがて任務上のパートナーとして、また異性として絆を深めていく。西郷家に身を置いていた時は、タイキと家族ぐるみで付き合いのあるアメリカからの転校生という事でタイキのクラスに編入していた。
後にマーサ・ジェーン・キャナリーという本名である事が明らかになるが、自分の歴史への影響力は西部劇映画のネタ程度にしか考えておらず、自分が歴史的重要人物とは思っていない。一方でその現代（彼女にとっては後世）の西部劇で描かれる自身の姿にはかなり不服を抱いており、それ故にタイキには自分の正体を黙っていた。
タイキが2003年に死ぬ事は知っているが、「歴史上死ぬ事で元の生活には戻れないだろうが、以降はクロノアイズとして別の人生を歩める」のだろうと考え、深刻に捉えてはいなかった。しかしクレオの一件で、クロノアイズは「歴史上死ぬ人間は必ず殺す」のだと知り、苦悩する。タイキが「歴史上の死」を迎えた後は復讐の為にハデスに戦いを挑み窮地に立たされるが、戻ってきたタイキに救われ、共に戦いに決着を付ける。事件後はクロノアイズに戻らず、一度はタイキの前から姿を消すが後に再び現れ、クロノアイズに属さず歴史の改変者と戦う道を提案し、共にグランサーとなる。
アナ・キャナリー
第2部からは「未来屋」の共同経営者。タイキ同様に名を変えており、姓だけ本名に戻した形となっている。年齢はタイキと同じ時間を過ごしていれば22歳のはずだが明言はされていない（タイキには156歳とからかわれている）。
タイキと同様に「厄災の血しぶき（カラミティ・ブラッディ）」の異名をとるが、本人はその二つ名を嫌がっている。一人称が「私」に変わっており、口調や態度もやや女性寄りになっている。クロノアイズ加入以前における西部時代の生活も、はしたない恥ずべきものとして認識しており、できれば仲間（特にタイキ）には知られたくなかったかのような描写がされている。

### 第1部からの登場人物

#### クロノアイズ（時空神の眼）
西暦31000年相当の未来に存在する「時空監視機構」。時間移動を監視し、 タイムパラドックスの原因となる時間犯罪を阻止することが目的である。それぞれの時代に、その時代の人間から選出した駐在員を置いているが、その選出基準は「万が一命を落としても、歴史に影響を与えない人物である」こと。本来はその時代で5人ずつ選出されるのだが、本作品中の事件ではハデスが大物犯罪者のため、各時代から犯罪者捕獲経験のあるものが招集された。メンバーは女性が多く、ロボットも全て女性型に造られているが、これは差別や悪意がある訳ではなく、26世紀頃から男性の出生率が低下した事で未来は女性中心社会となっているため、特に意識する事なく自然とそうなってしまうからである。また、寿命も延びている上に老化を防ぐ技術も確立しており、成人後には外見的年齢を一定の世代に維持している者が多い。実はメンバー選出の基準は時空犯罪者に狙われやすい「特定の人物が自衛できるようにする」と言う「含み」があり、全員ではないが相当数の歴史的重要人物が隊員を務めている。この事実は極秘であるため、自身の歴史への影響力に気付かずクロノアイズに属している者も少なからず存在する。
クレオ
コードネームはウァジェトアイズ（蛇神の目）。18歳→25歳。古代エジプトの女性神官だがクレオパトラではない。おっとりとした性格ながらも芯はしっかり者でチームのまとめ役だが、時折キツい一言を放つ事もある。適性検査によって指揮官の素質があるとされ、形式上のチームリーダーを務めている。頭脳派なので戦闘は得意ではないが、いざとなれば自らも武器を振るう。西郷家に身を置いている間はアナ同様、タイキの高校に三年生の転校生として編入していた。
本名はクレオ・アトランティカ。正体はエジプトの王女だが、同時にアトランティス王妃である。歴史上ではアトランティス滅亡時に生き残った民の脱出に最も尽力した英雄として名を残している。独自の調査によってただ一人クロノアイズの真実に気付いており、後にアトランティスを滅亡から救う為、夫のグラナバスと共にクロノアイズに反旗を翻す。例えその反乱が成功した所で全てが丸く収まる見込みは極めて低い事を自覚しているが、50万もの国民を救うために苦渋の決断を下していた。しかし最終的にはグラナバスの暴走とハデスの凶行を止めるためにタイキ達を解放、和解し、共に事件を収束させた後、グラナバスと共に時間が超加速されるアトランティスへと去って行った。その後、冷凍睡眠を繰り返しながら270年掛けて国民を宇宙に脱出させた後にタイキ達の元へ戻って来るが、彼女自身も7年分の歳月を重ねていた。同時にクロノアイズの資格も失ったため、タイキにリーダーの座を譲り（元々適性検査の結果であったため、自身も以前からタイキの方が適任だと思っていた）、変身できない身ながらタイキ達と行動を共にした。
第1部の最終決戦の後は帰る場所が無いため、再びクロノアイズの一員となり、第2部では退屈丸と交際を始めたらしき描写がある。
日暮退屈丸（ひぐらし たいくつまる）
コードネームはホースアイズ（馬の目）。戦国時代末期～江戸時代初頭の浪人。35歳→36歳。就職活動中にスカウトされ、タイキが加入するまではチーム唯一の男性であった。普段は頼り無さげで、タイキの家で家事に勤しんでいるが、一度剣を手にすれば凄まじい太刀筋で敵を圧倒する。
その正体はかの宮本武蔵である。当人はいくら剣の腕が立っても所詮は浪人（無職）であると言う事で、自身の素性にかなりのコンプレックスを持っており、「万が一命を落としても、歴史に影響を与えない人物」としてクロノアイズに選ばれた事にも納得していた。しかし例え本人がそう思っていても、宮本武蔵ほどの人物が歴史に影響を与えないはずが無いとタイキは考え、クロノアイズに不信感を抱くきっかけとなる。
ちなみに作中で大坂夏の陣に参戦したと言う若い頃の姿が登場しているが、史実において大坂の陣当時は32～33歳だったはずであり、現在の年齢から僅かしか差がないため、不自然な流れになっている。
第1部の決戦後も「技が振るえて人の役に立てる」という事でクロノアイズを続けていて、第2部ではクレオ、ペルと共にタイキたちに協力した。
エルザ
コードネームはボーンズアイズ（化石の目）。紀元前20万年頃の原始時代の少女。外見年齢は12歳前後。言語自体が未発達の時代出身であるため、登場当初は殆ど言葉をしゃべることができなかった（相手の言っている事は全て理解できる）が、ストーリーが進むにつれて片言ながらも話せるようになった。その見た目とは裏腹に怪力の持ち主である。生まれた時代が時代であるため、物事を深くは考えないが、それ故の純粋さや大胆さが仲間の後押しとなる事もある。非変身時は毛皮を着て何故か肉球のグローブと靴を着用しているが、西郷家では普通の服を着る事もあった。好物は未来世界の合成技術で作られたまんが肉。
当人は知らないが、その正体はミトコンドリア・イブであり、アトランティスでは未来との交渉材料として人質にされた。
第1部の決戦後は元の時代にて故郷に村を作り、そこの族長となる。しかし時空監視機構の駐在員としてはクロノアイズを続けており、タイムマシンも保持している。第2部ではタイキよりも大きく成長した姿で登場した。ケンカが強すぎて婿の来手がないと村の住民には心配されている。また、村長同士の親睦会の際に、酔った隣村の村長の息子に尻を触られた仕返しから始めた村同士の喧嘩が、実はその後の全ての戦争の元凶になっていたという事実が明かされた。
ペル14（フォーティーン）
遠未来のビメイダー（人造人間）。クロノダイバー（いわゆるタイムマシン）「ペルセディア」の頭脳体。タイキ達にはペルと呼ばれている。「14」は個体番号ではなく、心身の年齢設定が人間の14歳相当であることを示している。タイキに淡い恋心を抱いており、彼の目を気にして髪型を変えたりしていた（タイキの精神圧によるペルセディアのリミッター解除の際はクレオ曰く「気持ち良さそう」だったとの事）。310世紀でのパペッティアとの戦いでタイキに愛の告白をされたと思い込み、その傾向はエスカレートしていった。普段はタイキの家で家事に勤しんでいるが、学校に通っている訳でもないのに何故か任務時以外はセーラー服を着ている。タイキ達がクロノアイズを離反した後も行動を共にし、サポートを続けた。
パペッティアとは互いに強い敵意を抱いていたものの、その境遇には同情的であり、第1部の決戦後は当初はタイキに付いていくつもりだったが、パペッティアの意志を継いでビメイダーが迫害されない未来を作る事を決意し、タイキにキスをして別れる。第2部ではタイキとアナが恋人になった事を知りつつも、彼に協力を求められた時は嬉しそうに応じ、クロノアイズの規律に反すると承知の上で協力した。タイキの事は変わらず気になる様子で、ティアドロップとの戦闘中にも拘わらずカロスにタイキとアナの近況を訊ねていた。
クロノス
310世紀のクロノアイズ本部に所属するクロノアイズの長官。時空神の名を冠する理知的な女性。神秘的な雰囲気を纏うが、一方でコミカルな姿を見せたり、金子の死に呆然とするタイキに拳を見舞うと言った意外な一面も持つ。クロノスとはコードネームであり、パーソナルネームは「ルーダ・ミリオ」。しかしこの名前も彼女の本名を指すのではない。
その正体はクロノアイズ創設者（初代クロノス）の記憶を受け継いだクローン。時空間の秘密を守る為、クローンによる記憶の引き継ぎを何代も重ね、クロノアイズを指揮してきた。同時に別時間枝の自分自身とも連絡を取り合い、時空神として5次元宇宙そのものを監視している。パーソナルネームは時間枝毎のクロノスを区別するためのものであり、「ルーダ・ミリオ」はタイキ達の知っているクロノスを示す名前でしかない。最良解のクロノスの名は「リィダ・ミリオ」であり、最良解に迷い込んだタイキ達に真実を語った。
クロノアイズを掌握したハデスに拘束されるが、最終決戦の際に拘束具が壊れた事で解放される。ハデスの正体と自身との関係を知った上で、ハデスを完全に消滅させる手段をタイキ達に提示し、時空神としての役割を全うした。

#### ハデスサイズ（冥王の吐息）
第1部の敵。“冥王”ハデスを首領とする時空犯罪者の結社。それぞれ異なる理想（目的）を持つ時空犯罪者たちが集まり、歴史上の大きな転換点となる20世紀末から21世紀初頭にかけて揺さぶりをかけ、歴史を変化させようとしている。時間移動には相応の設備や資金を要する為、目的の為に互いを利用し合っているに近い関係であり、幹部達はハデスに忠誠を誓っている訳ではなく、ハデスも幹部達を自由にさせている。
ハデス
ハデスサイズの首領であり、全ての歴史を支配する事を目論む。普段は道化師のような仮面とローブで素顔を隠しており、素顔は大きなロイド眼鏡を掛けた長い髪の女性。パペッティアが齎した未来の技術を自ら望んで受け、その身体はほぼナノマシンで構成された細胞レベルでのサイボーグとなっており、これにより不死に近い寿命と、周囲のあらゆる物質を取り込む事による驚異的な再生能力、身体を液状化しあらゆる場所への侵入や脱出、生身による敵マシンのハッキングなどを可能とする。なお、液状化から戻ると全裸であるが、羞恥心は見せずそのまま堂々と振る舞う。ただし眼鏡だけは作り出し着用する。
本名はディーナ・キンネアド。航時理論を生み出したキャサリン・キンネアドの娘であるということ以外は普通の少女だったのだが、母の失踪と父が事故で行方不明になり、かつ最後に残された母の研究成果すら奪われたことで、自分の生きる歴史そのものを憎悪するようになり、そこをパペッティアに唆された事で元々手にするはずだった時の研究成果、ひいては時の全てを手中にと考えるようになり、さらにナノマシンサイボーグ化による人間性の欠如がそれに拍車を駆け、全てを自らの物としたいという欲望のままに暴走、全ての者と時間が自らの為に存在すると考え、それを口と態度に出すことを憚らない悪逆非道の"冥王"と化し、最早唆したパペッティアですら御することが出来ない。しかし本来は決してそのような人物ではなく、ハデスにならない最良解においては20年もの歳月を掛けて宇宙で行方不明となった父を助け出したほどの強さを持った女性であった。
度々映像のみで登場し相手を挑発していたが、21世紀へ逃亡したアトランティス王国からの打診により初めて本人が登場。アトランティス島王宮を訪問したハデスはそこで同盟を持ち掛けられるが、全てを自らの下に見るハデスには同盟自体が成り立たず破談となる。ここで即座に用意されていた装置で囚われるが、全身を液状化させることで悠々と脱出し、先行して潜入していたスリーピィと合流した。事前の戦闘で半壊状態だったデラックス・トーイ「サマンサ」に自らのナノマシン細胞を移植し、1体だったものを3体へと増殖させると、自らその1体に乗りこみ、改めてアトランティス王家のトーイ「オルハリオン」に戦闘を仕掛ける。しかし相手のパワーに圧倒され破壊されるが、残った上半身のみで飛びつくと、そのままナノマシン細胞を用い文字通り浸食しながら融合。同時にハデス本人は「オルハリオン」の制御室へ液状化して侵入し、アトランティス王を含む操縦員全員を制圧することで制御を奪取した。「オルハリオン」に搭載されたミサイルを21世紀の世界に向け無差別に発射することで紛争を巻き起こそうとするが、駆けつけた「ウズメ」によりミサイルは撃ち落とされ、さらに「ペルセディア」も加勢したことで「オルハリオン」は半壊に追い込まれ、制御室にも踏み込まれる。そこに至り、ハデスは制御室を諦め「サマンサ」側へ引っこむと、融合したままの「オルハリオン」ごと島の外に出て近海に呼び寄せておいた軍艦を破壊することで紛争の種を撒こうとするが、「サマンサ」部分のみをアナによる正確な射撃で撃ち抜かれ、その場は撤退した。
アトランティスでの戦いの後、クロノアイズの上層部を唆してクロノスを拘束し、未来世界の支配者となる。未来に乗り込んできたタイキ達を一度は敗北に追い込み、タイキ達を捕えると、タイキのみを自らの寝所へと連れ出し、「（母の）叶えられなかった願いを自らの身体を使って叶え」ようとするが、事情を知らないタイキに拒絶される。そしてタイキを「正史で死を迎える日」へ送り、「歴史通りの死を辿らせる」形で抹殺。更にアナ達も公開処刑しようとしたが、戻ってきたタイキからクロノアイズとタイムパラドックスの真実を聞かされ、自身が人の身を捨ててまで追い求めたものが最初から手に入らないものだったという事実から半狂乱に陥り、心身のバランスが崩れた結果、ナノマシンの機能が暴走して巨大な怪物へと変貌。世界の全てと同化するべく暴れ始める。
狂乱の末、「父を救い、過去の自分を幸せにする」という時間枝を生み出すべく父の事故の瞬間へと跳ぶが、有り余る力によって自ら父のシャトルを破壊してしまう。そのショックで正気を取り戻したものの既に自身の体が制御できず「誰か私を止めて」と叫んだことで、同化していたパペッティアから「自らを止める攻撃」を受け、タイキと共に時空貫通弾で太陽系誕生の瞬間に飛ばされる。最期は本来のディーナへと戻り、「ハデス」という妄念を晴らしてくれたタイキに感謝しながら、原始太陽誕生の爆発からその身と引き換えに彼を守って消滅した。尚、ハデスによるシャトルの破壊は本来起きたはずの事故よりも脱出の余裕があったため、父は事故の一年後に無事にディーナの元へと帰還し、図らずも最後に望んだ「父を救い、過去の自分を幸せにする」時間枝を生み出す結果となった。この時間枝は「（娘の元に）戻ってやれなかったことへのせめてもの代わり」というクロノスの意思もあり、処置されることなくただの部分分枝として放置された。
パペッティア
首領ハデス直属のビメイダー。所属不明のクロノダイバー「パペッティア」と様々なスペシャルドレス（追加兵装）を駆使する。
ペルなどの他のビメイダーとは異なり殺人ができる（偶然未来社会に迷い込んだ金子を殺害している）が、誰かに「殺してよい」と許可されない限り行うことはできない。
実は311世紀よりも更に未来から来た存在であり、ビメイダーが迫害される暗黒時代の到来を防ぐべくある時代から送り込まれた。自分に都合の良い命令をする傀儡として「強い意志で歴史を恨む者」を探し、その結果ハデス（の前身）を覇道にそそのかした張本人でもある。だがハデスを本人の望み通りに細胞のナノマシン化を行った事でその野望は暴走を始め、自分の思惑から外れたために望み通りの命令をしなくなったハデスを始末しようと画策。自身を敗北に追い込んだペルに協力を持ち掛けるも一蹴されたため、ハデスが完全に人間でなくなった時を見計らって自ら始末しようとした。しかしその前にハデスが怪物と化した事で、ハデスを再び唆して制御下に置こうととするが、パペッティアこそが自分を狂わせた全ての元凶だと思い出したハデスに吸収される。その後自身の暴走が齎した結果により半狂乱になったハデスが「誰か私を止めて」と叫んだことにより、それを命令と解釈することでハデスへの攻撃が可能となり、残った力で行った攻撃が結果的にタイキ達がハデスを止める一手となった。最期は「ハデスは失敗だった」と語りながら、別の自分がどこかで悲願を果たす事を願いながら死亡した。
プロフェッサー・スパイディ
四大幹部の一人。名前の通りに蜘蛛をあしらったコスチュームに身を包んだ10代半ば程度の外見の女性。科学者であり、幹部の中では一番のインテリ。全てが管理された未来世界を嫌悪し、（殺人や戦争を含む）あらゆる自由が認められた世界を作る事が目的。スーパージェッターに登場する時間犯罪者スパイダーから名付けられた。タイキと最初に戦ったハデスサイズでもある。目的のために手段を選ばない冷徹な悪女だが、タイキにあっさり投げ飛ばされたり、ジャギィのテンションにキレるなどコミカルな姿を見せる事もしばしば。
最終的にパペッティアの戦闘力を引き出すための捨て駒にされ、タイキに助けようとしてもらった（一緒に踏み潰された）ことで彼に好意を抱くようになった。ハデスに見限られた事で四大幹部共々、タイキを新たなリーダーとして頼ってきたがそれがタイキの命を救い、未来をも救う切っ掛けとなる。時空間の真実を知った後は自分のしてきた犯罪行為の無意味さを悟って歴史改変を諦めた。ハデスとの最終決戦では恥ずかしがりながら偽クレオに扮し、偽クロノアイズとしてタイキに協力した。決戦後は他の3人共々逮捕されるが、事態の収束に貢献した事もあってか4人とも軽い罪で済んだ。
第2部ではドクター・スパイディと呼称され、成人女性と言える外見に成長している。「未来屋」の協力者としてカロス17のAIの性格設計をした。カロス17が大破した際にも修理に協力している。タイキへは未だ好意を持っているらしく、アナに対してはそっけない態度を取る。それは彼女が設計したカロス17の性格にも現れている。
ジャギィ
四大幹部の一人。ハンターを名乗る。頭部以外を覆うボディスーツの上からブラジャーを付けワンショルダーのドレスを羽織っている。グルメで、あらゆる種類の絶滅動物（または一時代限定の食品）を食べるのがハデスサイズに所属する目的であり、歴史の改変自体には興味は無い。幹部の中でも極めて能天気で考えなしに行動するトラブルメーカーで、脊椎動物の祖先にあたる生物「ピカイア」を食べようとしたり、時間犯罪とは関係無しに美味しいもの目当てで20世紀を訪れていたりする。アポロ11号の中でタイキ、エルザと共に三日間過ごした事もあり、その際にエルザと仲良くなった。やはりスーパージェッターの時間犯罪者ジャガーから名付けられている。
時空間の真実を知った際は「どこかに絶滅動物が大繁殖してる世界があるなんて思っただけで食欲を無くす」と、時空犯罪者をやめた。ハデスとの最終決戦では偽クロノアイズの一員として偽エルザに扮した。
自他共に「学が無い」と認められるタイプだが、妹は出来が良いらしい。第2部では最終巻のカバー裏のおまけ漫画に登場し、実はナスターシャの姉であった事が判明する。
侵略大帝（しんりゃくたいてい）
四大幹部の黒一点で全身鎧を着ている。「大帝」は自分で名乗っているだけなので、「大帝なのに幹部」という事に作中でもツッコまれている。「未来では男性の肩身が狭い」として、女性の社会進出が本格化した20世紀に男性の象徴たる戦国武将を呼び込み、再び覇権争いをさせる事で未来の女性中心社会を変えようとした。実は自分が恐妻家であり、傍若無人な妻の横暴に日頃から耐えていたため、歴史を変えて「妻」の存在を消そうというのが動機。セコい小悪党じみた性格だが戦闘能力はあり、鎧姿も伊達ではなく肉弾戦や剣術でも相応に戦える。
あくまで妻から自由になれれば良いため、時空間の真実を知った際にもあまりショックを受けた様子は無かった。ハデスとの最終決戦では偽クロノアイズとして偽退屈丸に扮した。
第2部ではクロノアイズの極秘下部組織「地図作製人（マッパー）」において時間樹の学術的研究を行う傍ら、グランサーへの依頼人の仲介もしているが、これもルール違反である。また、素顔は線の細い美男子であるという事実も明かされた。素顔の時はスーツ姿で紳士だが、鎧を着用した際には普段通りの三下っぽいハイテンションな性格に変わる。タイキ曰く、「付き合いは長いけど、あれはよく分からない」。この鎧は私物であり、損傷した際には未来屋に修復を依頼している。妻との離婚も成立し、ナスターシャと婚約するがジャギィという思わぬ方面から反対される。
千界の王との決戦の際に置いてけぼりを喰ったヒルダの連絡を受けて協力する。以後ナスターシャ、ニンニくんと共に「未来屋」の新メンバー（バックアップ）として参加する事となる。
元々は『マップス』や『わかりすぎた結末 あるいは失笑した宇宙 もしくはキャプテン・オーマイガーの華麗なる挑戦』など複数の長谷川作品に跨って登場するキャラであり、「幹部なのに大帝」なのも名前がそれに由来するからである。但し、作品毎にそれぞれ別人扱い。また本作品以降にも『スタジオ秘密基地劇場』等にセルフパロディとして登場している。
スリーピィ
四大幹部の一人。首のない女騎士の姿をしたサイボーグ。時空の狭間でなくした自分の頭部を探している。
首が無い状態でどうやって思考しているかは不明だが身体の方は生身な為、鎧なしの状態だと不気味すぎて仲間内でも不評。幹部の中では最もドライ且つ冷静な性格で、時空間の真実を知った際も「諦めてサイボーグの頭を付けちゃおうか」と吹っ切れていたほか、時空の秘密を守るなら閉じ込めるより始末した方が確実だと指摘した。
変装時にはマネキンやズダ袋などの「ダミー頭部」を着けており、ハデスとの最終決戦ではラクガキ状態のダミー頭部を付けて偽アナに扮した。第2部には登場していない。

#### 民間人
キャサリン・キンネアド
どこかの国の日本大使の娘で、大きなロイド眼鏡を掛けた少女。推定年齢は11歳前後。ゲームセンターにいた所をタイキ達に雪辱戦を挑んできたジャギィとの戦いに巻き込まれるが、タイキに助けられた（ジャギィの出現はイレギュラーであり、本来の歴史ではタイキは不良の投げた缶からキャサリンを守るはずだった）。本来の歴史では翌年に海でタイキと再会し、恋仲になるはずであり、アナ達は「タイキの死亡原因」と称していた。その事実は物語の全ての引き金に繋がっている。
実は難病を患っており、将来的な治療技術の確立を見込んだ冷凍睡眠を受けることを親から勧められていた。しかし、病気が治ったとしても見知った者が一人もいない世界に生きることを怖がり躊躇していたが、タイキとのデート中に起きた地震で手抜き工事のビルが崩落。足場を保つために自ら犠牲となったタイキとの再会を願って眠りについた。治療技術が確立した23世紀末期に一度蘇生されるが、戦争によって再凍結され彼女が目覚めたのは28世紀だった。一度蘇生された際を含めて頭脳に当時の知識を刷り込まれており、3つの時代の知識を得たことで活性化した頭脳は多方面の研究に成果を見せ、ついには「航時理論」を生み出し、完成させた航時機で姿を消した。その後の消息に関してはクロノスは冷淡に「戻れたという報告は聞かない」と語るが、タイキはクロノスの所持していた眼鏡を見てキャサリンの至った答えと、クロノスとキャサリンの関係性を悟った。
金子良雄（かねこ よしお）
タイキの幼馴染で同級生。タイキの家を訪れた際にクロノアイズの面々と遭遇し、タイキが「学校を休んで酒池肉林のコスプレパーティーを楽しんでいた」と認識してしまう。後にクラスメイトのかおると共に未来世界に迷い込んでしまい、その際にパペッティアに殺害されたが、未来の科学力で蘇生した。2003年にはタイキから身を引いたかおるを口説いているようで、そのためにも数年ぶりに鈍った身体を鍛えなおそうと考えている。
作者の過去作品『轟世剣ダイ・ソード』の同名の登場人物とは同一人物で、長谷川裕一本人による自作品をクロスオーバーさせた同人誌『長谷川裕一ひとりスーパーロボット大戦 大外伝』の導入部では、は本作と『ダイ・ソード』の登場人物が共通の友人である金子の誕生日を祝っている。
かおる
タイキと金子の幼馴染で同級生。タイキに想いを寄せており、アナに対抗心を燃やす。ティラノサウルス襲撃以後、アナ達の起こす異常事態にタイキが巻き込まれていると思い込み、金子と共に彼等を追い掛けて未来に迷い込んでしまう。その後、パペッティアに人質に取られるが、タイキ達に助けられ、未来での記憶を消された。2003年の頃には金子曰く、キャサリンの健気さのあまりタイキから身を引いているとの事。
西郷サチコ（さいごう さちこ）
タイキの母。息子同様に前髪にメッシュが入っているが、ひと房で三日月のような形である。物語開始の時点では仕事でアメリカに行った夫に付いて行ったため、不在だった。歴史上では2002年に帰国し、タイキと暮らしていた。タイキがハデスによって処刑のために2003年に送り込まれた際、本来よりも少し若い息子の姿に違和感を抱きながらも気付く事はなかった。タイキの歴史上の死後は夫の転勤に伴って引っ越したが、偶然にも新居は未来屋と同じ街だったため、期せずして息子と再会。「死んだ息子に生き写しの時計屋」として大量に買い込んだ時計の修理に度々タイキを呼んでいるが、その頻度が高過ぎるため、タイキを呼ぶためにわざと時計を壊している疑惑もある。
実は若い頃はアニメキャラのコスプレでコミケに参加しており、夫との馴れ初めもその時である（タイキは「とあるパーティ」としか聞かされておらず、その趣味は全く知らなかった）。同時に時間犯罪に巻き込まれていたが、タイキ達に救われている。事件の記憶は消去されつつも微かに覚えており、「また花火を見に行こう」と現在のヒルダと当時出会ったヒルダを同一視する言葉を掛けたり、時計屋の空我太揮が息子本人である事にも薄々勘付いている様子を見せる。
タイキの父
タイキの父親であり、有名なプログラマー。やはり前髪にひと房メッシュが入っているが、左向きの妻とは逆に右向きで少し波打つような形。第1部では仕事で渡米していた為、ほぼ出番は無かった。若い頃はかなり暗い性格のアニメオタクだったが、コミケ会場にて転んだサチコを助け起こした事が切っ掛けで知り合い、やがて結婚した。父親（タイキの祖父）に格闘技を仕込まれているが暴力は嫌っており、自分のアニメ趣味に理解も示さない父親とは非常に仲が悪い。コミケでシャア・アズナブルのコスプレをしていた事で作中では「大佐さん」「大佐の人」としか呼ばれなかったため、本名は不明。驚き方は息子と同じ。
タイキが1980年にコミケ破壊指令の阻止に向かった際、偶然にも両親の出会いを妨害してしまい、宛ら『バック・トゥ・ザ・フューチャー』状態になってしまい、タイキ自身もそう叫ぶ。紆余曲折の末に事態は収まったが、記憶を消去したにも関わらずサチコと共に事件の事を微かに覚えている様子を窺わせる。事件の際、ヒルダに見せられた2000年代の携帯ゲーム機には「最低でも100年は経っている」と驚愕し、2002年の街並みを見た際には「250年は経っている」と大騒ぎしていた。

#### 別の時代の住人
ガガッチ
白亜紀の恐竜で、ギギガリ族という部族の戦士。クロノアイズも把握していなかった知能を持つ恐竜の種族であり、歯を鳴らす音で独自の言語を発して会話が可能な他、集落を築くなどして白亜紀の時点で既に独自の文化を形成している。本作では鳥類の恐竜起原説に基いて、恐竜は羽毛に覆われていたという設定を採用しているため、彼もまた鳥類の祖先である事を窺わせる羽毛に覆われた姿をしている。知能自体も高く、タイキ達が未来人である事もおぼろげながら理解していた。
白亜紀に飛ばされたタイキ達と出会い、彼等を村に招待した。ハデスサイズの襲撃で負傷するも、恐竜達もろとも宇宙船に拉致された事で内部から宇宙船を破壊した。その後はクレオによると白亜紀のクロノアイズに任命されると言う。
グラナバス
アトランティスの王であり、クレオの夫。歴史上滅びる定めにある自国と50万人の国民の命を救うため、クロノアイズに反旗を翻す。タイキ達を拘束し、更にハデスサイズとも取引する事で、歴史の節目である21世紀そのものを人質として自国民の移住を認めさせようとした。しかし交渉はクロノアイズ、ハデスサイズの双方とも決裂し、不可知バリアーの内部から21世紀を一方的に攻撃するという強硬手段に出るが、タイキ一行、クロノアイズ、ハデスサイズ、アトランティスの四つ巴の戦いにより事態は混迷していく。やがてハデスにオルハリオンの制御を奪われ、不可知バリアーが消えた状態からミサイルが撃たれる事で21世紀との全面戦争の危機に陥るが、タイキ達に阻止される。その後、アトランティス消滅を目論むクロノアイズの攻撃衛星をタイキ達と共に破壊した。
最後はメデューサの瞳でアトランティスの時間を一千億倍に加速させ、冷凍睡眠を繰り返しながら270年掛けて（外界の経過時間は一瞬）クレオと共に航宙技術を完成させ、民を連れて宇宙に旅立って行った。その際にクレオとは離縁し、タイキ達の元へ帰している。
それより、本来アトランティス崩壊を生き延びて後の歴史の礎となるはずだった1万5千人ものアトランティス人が歴史上消失した事になるため、クロノアイズはコピーとなる人造人間を送って歴史通りに振る舞わせるという苦肉の策を採った。その結果、未来に影響が無かったという事がハデスが野望を実行に移す引き金となった。
ディーナの父
28世紀で目覚めたキャサリンと結婚し、ディーナを儲けた男性。亜光速実験船「カシオペヤ」の船長に選ばれたエリートで、その気になれば外見など好きなように変えられる時代ゆえに優れた頭脳を持つキャサリンを見初めたという能力至上主義者だが、そういう当人は呆れるくらいの美形である。
研究に明け暮れるキャサリンとのすれ違いから実験航海に出る前に離婚するが、本人は主張とは裏腹に妻子の写真を肌身離さずに携えて旅立った。
2728年にカシオペヤの実験航海中の事故で生死不明になる。この事故がディーナがパペッティアの甘言に乗る最後の一押しになってしまった。しかし実は非常用コールドスリープカプセルの中で生き続けており、パペッティアの現れない歴史においては独自に調査団を組織したディーナによって20年後に救出されている。タイキ達とハデスの最終決戦の最中、暴走したハデスによって事故前にカシオペヤが破壊される部分分枝が発生するが、本来の歴史における光子エンジンの爆発に対して脱出には時間的余裕があり、場所も地球に近かった事で多くの船員が助かり、彼自身も1年後にはディーナの元へ帰還する事が出来た。

#### 実在の人物
ニール・アームストロング
アポロ11号の船長を務めた宇宙飛行士で、人類で初めて月面に降り立った人物。地球を発って間もなく宇宙食目当てのジャギィにハイジャックされ、更にパペッティアの襲撃を受ける。しかしそんな状況でも自分達の手で月面着陸を成し遂げる意志を貫き、タイキ達の支援を受けながら宇宙の旅を続けた。その方法は、乗組員達を未来から持ってきた複製品のアポロ11号に避難させ、本物のアポロ11号は偶然乗ってしまったタイキが操縦するというものであり、更に月に着くまでの三日間アナ達がぶっ通しでパペッティアを抑え続けなければならず、尚且つ月面到達前に乗組員を本物のアポロ11号に移さなければならないという過酷な作戦だった。襲撃を受ける前後の記憶は暗示で消されるが、テレパシー受信装置で夢の中でタイキと会話し、アポロ11号の操縦の手ほどきをした。最後はタイキがパペッティアを撃退した事で何事も無かったように歴史通り月面到達を果たした。
織田信長
天下統一に迫った戦国武将。「世の中を男（中心の）色に染め直す」事を目論む侵略大帝に武田信玄や伊達政宗らと共に現代日本へと連行され、再び国盗り合戦を行うように持ち掛けられる。豪胆かつ激しい性格で、他の戦国武将同様に国盗り合戦に乗り気だったが、未来の武器を気に入り、「各地に用意した各々の城に散ってから開戦する」という侵略大帝のルールを無視して早くも暴れ始める。退屈丸が自分と同じ時代の人間だと見抜いて自軍に誘うが、「宮本武蔵としてなら悪くない話だが、今の自分はクロノアイズの退屈丸だ」と断られ、峰打ちで気絶させられる。その後、他の武将共々元の時代に送り返された。
豊臣秀吉
天下統一を成し遂げた戦国武将。信長らと共に国盗り合戦をするべく現代に連行された。しかし既に出世して老いた身で他の武将のような覇気が無く、国盗り合戦にも乗り気ではない。主君であった信長の勢いに最早ついて行けなくなっており、信長にも見抜かれていた。更に男性の象徴として呼び込まれた人物でありながら恐妻家であり、「早く帰らないとねねに叱られる」とタイキ達に協力して侵略大帝の思惑を潰す結果となった。そのような体たらくのためか、タイキには「男が強かった時代なんて無かったんじゃないか」とすら言われてしまっている。しかし信長の苛烈さはよく知っており、信長を思惑通りに動かそうとして失敗した侵略大帝に「お館様の行動が凡人の考えで制御できる訳がない」と言っている。最後は他の武将共々元の時代に戻る。

### 第2部からの登場人物

#### 未来屋
ヒルダ
時空犯罪者によってナチス・ドイツが21世紀まで戦争を続けている世界出身の少女。生体実験によって臓器を含めた全身の約七割がサイボーグ化されている。そのため、エルザにも劣らない怪力や人間離れした聴力を持つ。世界の修正に来たタイキ達に救われるが、ヒルダより先に実験体となって亡くなった両親以外身寄りが無かったために以降は未来屋の一員となる。健気な頑張り屋だが、タイキ達の役に立とうとするあまり無茶をして逆にタイキ達の足を引っ張る事が多い。故に普段の任務では殆ど活躍出来ていないが、しかし最終決戦では彼女の取った行動が結果的にタイキ達の助けとなった。
第2部の語り部的存在であり、新米グランサーである彼女の視点からタイキ達の戦いを追って行くのが第2部の主な流れとなっている。
収容所暮らしで経験がなかったためか料理は下手。結婚の意味をよく知らなかったりと一般常識に欠けた所があり（その為、当初はタイキかアナのどちらかと結婚したいと考えていた）、また、笑いとは無縁の生活を送ってきた所為で笑いのツボが非常に緩い。夢は生身の肉体に戻る事（「クリスマスの国」で、一番欲しいものを聞かれた際は心臓と答えている）で、そのための資金を貯めている。
カロス17（セブンティーン）
｢未来屋」の小型クロノダイバー（いわゆるタイムマシン、ちなみにクロノダイバーの個人所有は非合法である）だが、社員扱いで給料も貰っている。人型と自動車型に変形する。戦闘プログラムはタイキの手によるものだがAIの性格設計は、元ハデスサイズのスパイディ。ゆえにタイキに優しくアナに冷たい。ゆくゆくはアナを追い出して自身が正妻の座におさまることすら考えていて、そのために人間サイズのボディを手に入れようとしている。ペルの事は「ペルお姉様」と呼ぶ。
必殺技は後輪パーツが変形・展開した「ミサイルハンマー」。「クリスマスの国」で破損した際にバイク2台と自動車が合体するタイプに改造され、それに伴いAIも人間サイズのボディを持ち、以降は褐色肌の少女の姿で行動するようになった。新形態ではバイクが両腕部としてドッキングする。新技として折り畳まれたバイク部の車輪が分離・手に取って回転させながら打撃を加える「トラフィックディザスター」がある。このバイクもクロノダイバーとしての機能を持っていて、この形態以降はカロス本体にはヒルダとカロス（頭脳体）が乗り込み、タイキとアナがバイクに乗って時空移動している。
自動車時は2人乗りだが、人型時は1人乗りになる。西部時代ではヒルダとカロス（頭脳体）の2人でもきつかったにも拘わらず、最終決戦ではカロスとタイキとアナが乗り込む「3人乗り」をした。
グリーナム・ターンディック
非常に高い技量をもつグランサー。タイキとアナのかつてのチームメイトであり、師でもある存在だった。タイキ達がある時間枝で窮地に立たされた際、突如現れて彼らを救った。その際に腕を見込んだタイキにスカウトされ、未来屋の一員となる。自分の写真などを残すのが嫌い。“人形の巣”にはまだ近付くなとタイキ達に警告していた。
実は、彼こそが千界の王であり、ある目的があってタイキ達に近付いていた。人形の巣にてタイキ達以外のグランサーが全滅する中、タイキを置き去りにしてアナと共にどこかへと去って行った。数ヶ月後、アナの記憶を消して未来屋に帰した。

#### 未来屋の協力者
ナスターシャ・キンスキー
未来世界の考古学者で、専門はジャパニメーション（アニメだけでなく漫画や特撮も含む日本発の文化の総称）。「世界中の子どもたちがジャパニメーションに触れて育ったことが世界大戦終結のきっかけ」という説を唱えている。「どこでもいっしょ」のトロの腹に「猫茸」と書かれた（「猫耳」の間違い?）着ぐるみを着ているが、その下にもキャットガールの衣装を着ている。何者かが1980年のコミケを破壊し、将来のジャパニメーションを担う若者達を抹殺しようとしている事を察知するも、クロノアイズには全く取り合って貰えなかった為、本来は改変が起きた後に動くはずのグランサーであるタイキ達に助けを求めた。
学術調査の名目でカロスと同型のクロノダイバーを貸与されており、千界の王との決戦の際に置いてけぼりを喰ったヒルダの連絡を受けて協力する（それ以前にも何故か未来屋の留守番をしていた事があり、その際に侵略大帝と互いに一目惚れした）。以後侵略大帝、ニンニくんと共に「未来屋」の新メンバー（バックアップ）として参加する事となる。メンバーを色で呼称しており、自分が「ピンク」で大帝が「ブラック」。
実はジャギィの妹であり、第3巻カバー下の本体裏表紙のおまけ漫画にて侵略大帝との婚約を反対される。
後に「機動戦士ガンダムSEED DESTINYオフィシャルファイルメカ編」の巻末に掲載されたコラム漫画『SEED DESTINYを一刀両断』や、ヒーロークロスラインに連載された『スタジオ秘密基地劇場』にも、侵略大帝の相方として登場する。
ニンニ
未来世界の学生。ヒルダよりも年齢は下だが、大学か大学院まで飛び級している、いわゆる「天才少年」。歴史上の争いの元凶をさかのぼって行き、突き止めた原始人同士の喧嘩を収めて歴史を変えようとしたが、ヒルダとエルザの喧嘩に発展してしまった末、ロボットも暴走してしまうが、後を追ってきたタイキ達に鎮圧された。その後、タイキに時間が分枝する事実を聞かされる。
千界の王との決戦の際に置いてけぼりを喰ったヒルダに半ば脅迫される形で協力する。ヒルダが連絡を取れる中で時空座標の解析ができそうなのは彼だけだったからだが、以後侵略大帝、ナスターシャと共に「未来屋」の新メンバー（バックアップ）として参加する事となる。

#### グランサー
ラウンティス
熟練のグランサーであるスキンヘッドの男性。時空に散らばっているグランサーのほぼ全員の顔と名前を覚えているが、グリーナムの事は記憶に無い為に疑っていた。“人形の巣”突入作戦の際に致命傷を負い、タイキにグリーナムの正体を告げて絶命する。
カトリオーナ
グランサーの女性。“人形の巣”の時空座標が判明した際に連絡員としてグランサー達に集合を掛けた。しかし“人形の巣”突入作戦にて、参加したグランサー達共々戦死してしまう。

#### 千界の王
千界の王（せんかいのおう）
第2部の敵であり、物語の黒幕。タイキが長年追い求めていた男にして、最大の時空犯罪者。かつてタイキ達と行動を共にしたグリーナム・ターンディックの真の姿でもある。既に数万年もの時を生きており、法で禁じられている意図的な時間分岐を数限りなく行い、生まれた世界に腹心を置いて、彼方から支配していた。第1部の事件も彼の行動が引き金となって起きたものである。一方、自身の生み出した時間枝が時空間に更なる混乱を振りまく事は良しとしておらず、その阻止のために自ら動く事もある。身体の表面自体が転送ゲートとなっており、別座標に存在する“武器庫”と繋がっている限り武器や道具をほぼ無尽蔵に取り出すことが出来る。専用クロノダイバーは「ティアドロップ」。
彼の正体は「“人形の巣”でただ1人生き残ってしまったタイキ」であり、立場的にはよりオリジナルに近い存在。アナや仲間たちの死後も1人で戦い続けたが、際限なく続く犯罪に“疲れて”しまった結果、自分自身が“千界の王”となる。時間分岐の数々も、彼が目指す真の平和を追い求めて実験を繰り返した結果である。“人形の巣”での最終決戦ではタイキとの死闘の末に敗北。「今更やめるわけにはいかない」と、満身創痍のまま本体ユニットのみとなったティアドロップと共に逃走を図り、追ってきたタイキとアナ、クロノアイズの面々に自身の勢力を嗾けた。最終的にタイキ達を振り切って逃げおおせ、タイキと千界の王との戦いは続いていく事が示唆されている。
ティアドロップ
千界の王が作り出した、半透明のボディを持つクロノダイバー。本体は胸部にあるユニットで、千界の王に絶対の忠誠を誓っている。移動時はその名の通り、涙の雫のような形態に変形する。最終決戦にてペルとカロスの連携に押されて離脱し、千界の王に加勢。2対1でタイキを追い詰めるが、最後はタイキにボディを破壊され、半壊した本体のみになりつつ千界の王を連れて人形の巣を脱出した。
パペッティア
人間とビメイダーが戦争を続けている時間枝“人形の巣”出身のビメイダー。第1部に登場したものとは同型の別個体。時間が分枝する事など知らず、第1部の個体同様に人間を唆して歴史改変を目論んでおり、この個体はじぇえん本田を利用していた。“人形の巣”におけるビメイダー側指導者のコピー体であり、第1部の個体を含めて1947体が送り出された事、そして千界の王がその処分に動いている事が千界の王自身から明かされる。19世紀にて少女時代のアナを狙った際にタイキ達と遭遇し、そのまま戦うことになるも最期は千界の王に致命傷を負わされ、タイキ達に自分の時代（人形の巣）の座標データを渡して息を引き取る。
オリジナルである指導者は、最終的に人形の巣における人間とビメイダーが手を取り合い、黒幕である千界の王を退けた事で人間と和解。タイキ達と対面を果たし、ペルの願いは叶えられた。

#### 時空犯罪者
偽ロンメル
ナチス・ドイツが21世紀まで戦争を続けている時間枝の支配者で、「砂漠の猛将」と謳われたドイツの軍人であるエルヴィン・ロンメルの名を騙っているが、正体は本物のロンメルに成り代わった時空犯罪者。肥満体型に分厚い唇の持ち主。タイキ曰く、本物が見たら泣くほど似てない。1942年に「砂漠装甲（ヴァステヴァッフェ）」という戦闘兵器を開発して戦況を一時盛り返すが、連合国側にも技術が漏洩する。結果として新兵器の開発に次ぐ開発と拮抗した領土の取り合いによって第二次世界大戦がいつまでも続く時間枝を発生させた。2002年に至っても未だナチス・ドイツを掌握し、自分の考案した兵器で世界を支配できることを証明するために戦争を続けている。しかし50年もそんな事を延々と続けている事からタイキには「できもしねえ事を信じてる架空戦史ヲタク」と吐き捨てられる。
収容所送りにした人間でサイボーグ化実験を繰り返し、ヒルダを改造させた張本人でもある。挙句の果てに傀儡として生かしていた総統まで実験台にした。最後はヒルダを部品として組み込んだ最終兵器「アイゼンカイザル」でタイキを倒そうとするも敗北し、タイキに散々殴られた末にアナから「お前が支配した人々の裁きを受けろ」と言い放たれ、放置された。
本物のロンメルはクロノアイズの一員であったが偽物に敗れ、50年も幽閉された後に脱走に成功し、死の間際にグランサーに自身の「過ちの償い」を依頼をしていた。その依頼を受けたタイキ達が偽物を倒すため、この時間枝に現れる事となった。
アイゼンアッフェ、アイゼンカイザル
偽ロンメルがもたらした技術で開発された兵器。アイゼンアッフェは量産機で、普段の歩行はゴリラの様な四脚歩行となっている。当初開発された砂漠装甲は二足歩行だったが、大型化・重武装化にバランス制御技術が追い付かなかったためと考えられる。ヒルダたち収容所虜囚者をサイボーグ化の実験台にしたのも「兵器の機動Gに生身の人間が耐えられないから人間を強化した」というが、人間を守る耐Gシステムなどは一切開発を行っておらず、そのくせ自分自身は未来技術により身を守るという身勝手極まりない理屈なのが実状である。

キング・ホエール
人類が地球規模の大飢饉を鯨を食べて生き延びた未来で、「鯨が人類に武装蜂起した時間枝」における鯨達の王。正確にはどこかの鯨愛好家の時空犯罪者に利用された身であり、時空犯罪者そのものではない。人類と鯨の大戦争により、結果として両種族を共倒れへと向かわせている。最後はカロスのミサイルハンマーで倒され、人類と鯨族は共同で海底牧場を作る事で和解した。尚、タイキはキング・ホエールを「蘇った」と表しているが、これがタイキ達に倒された後で蘇ったのか、元々キング・ホエールが蘇った存在だったのかは不明。蘇った後はタイキ達も手を焼くほどのサイコ念動力を会得し、しかもそれは古代アステカ文明を陰で支えた異星人が関係していたという壮大な事件だったらしい。
メイド型アンドロイド
2040年代に造られたメイドの格好をしたアニメ顔のアンドロイド。コミケの破壊を目論み、80年代のコミケ会場に現れたが、当時はまだメイドは流行っていなかった事を知っていたタイキに正体を見抜かれる。21世紀にアンドロイドが実用・商品化された当初、盛んに買い求めて普及に貢献したのがヲタク達であり、そのニーズに従ってアンドロイドは全てアニメ顔のデザインで製造されるようになった。しかしそれ故、彼女の時代でアンドロイドが不当な重労働に反発して人類に反旗を翻した際には「見れば区別がつくから」と瞬く間に鎮圧されたと言う。その事から、アニメ顔デザインの元凶たるヲタクを逆恨みし、コミケを破壊してヲタクを根絶やしにしようとした。
タイキに正体を見抜かれると彼の両親とヒルダを人質に取って2002年のコミケ会場に逃走し、彼らをコミケ会場ごと始末しようとしたが、メイドが流行り出した90年代中頃から「コミケだけ見て翌年へ跳ぶ」を繰り返すという荒業で追ってきたタイキに阻止される。
実は彼女の元居た時間で起きたアンドロイドの反乱も何者かの改変の結果であり、タイキに歴史の修正を申し出られるも信じず、巨大なメイド型クロノダイバーを持ち出して「3分以内に私を倒せれば信じる」と襲いかかる。しかし僅か24秒で倒され、戸惑いながらもタイキの提案を受け入れた。
魔法学校の校長
魔法が存在する時間枝の支配者で千界の王の下僕。この時間枝では200年前（日本では江戸時代の頃）にサンタクロースが降臨し、人々に魔法を与えたとされる。結果、人々は子供の頃の純真な心のまま大人になっていくが、一方で科学技術は全く発達していない。また、数多くのサンタクロースが存在して毎年クリスマスイブにプレゼントを配っている。
実態は魔法と見紛うほど発達した未来の科学力を用いて過去の人間に魔法と信じ込ませているだけであり、「世界の全てを子供のままに留めておき、憎しみも争いも無い世界を作る」というテストケースである。
千界の王の考えに打たれ、その配下となったが、やがて野心に取り憑かれ、魔法の全てを用いて世界を手に入れる事を画策するようになった。しかし千界の王に気付かれ、更にタイキ達にも敗れた事で千界の王に許しを乞うが、その後どうなったのかは不明。タイキ達はいきなりサンタクロースのプレゼントを止めても世界中が混乱するだけだろうと、人々が自ら現実に気付いて大人になる事を願って魔法の世界は敢えて放置した。
じぇえん本田
25世紀でアナ（カラミティ・ジェーン）を崇める新興宗教「ジェーン教団」の司祭を勤めている女。本人曰く、25世紀は女性が男性の上に立つ節目の時代であり、カラミティ・ジェーンことアナは「男社会に蹴りを入れた」として大人気であるという。そのため、少女時代のアナを拉致して教祖に祭り上げるべく、パペッティアの協力を得て19世紀にやってきた。ハデス（ディーナ）同様にパペッティアに利用されている犯罪者であるが、ディーナと違って歴史を憎むでもなく自身のエゴのためだけに犯罪行為を行っているという、どちらかといえばジャギィに近いタイプ。しかし最後はタイキの忠告を無視した結果、列車から転落して生死不明になった。

## 登場メカ
本作においては上記の通り、未来世界は女性社会であるという理由でいずれも女性型に設計されている。また、個人用装備「クロノスーツ」を含めてメカニックは増幅機能が高すぎて装着者や機体そのものが耐えられなくなるため、リミッターが設けられている。しかし、搭乗者の「思い込み」や強制的に組み込んだ人間に負荷を加える（例としては機体ダメージ情報を痛覚神経と繋ぐ）などして精神状態を偏らせることでリミッターを強制的に外すことが可能。その際の機体・装着者に対する反射ダメージを軽減する増加装備も開発された。尚、これらメカは現代の映像や写真に一切映る事がなく、「マスコミ漬けの現代人は証拠が無ければ何も信じないだろう」という事で、20世紀においてはかなり堂々と出撃している。
ペルセディア
クロノアイズが所有する約120機の汎用型多目的時空間潜航機（クロノダイバー）のうちの1機。名称はギリシャ神話のペルセウスとメディアから。6人乗りだが、ペル14ひとりでも動かせる。ただし戦闘行為を行うには人間が乗り込んで承認しなくてはならない。ディア1からディア5の5台の小型メカに分離でき、合体すると女性型の大型ロボットになる。また高速巡航形態「ペルペガス」に変形することも可能。ダメージを受けるとフィードバックによって頭脳であるペルにも痛みが伝わる。タイキは「日本男児としては美女型ロボットで活躍するのはちょっと照れくさい」と、アニメに出てくるようなロボットの建造を提案した事があるが、大金が掛かるので承諾されなかった。
最後はパペッティアとの決戦にて、ペルのタイキが踏み潰された事への怒りと、アナの感情のフィードバックによってリミッターをフル解除し、圧倒的な機動力でパペッティアを撃破するも、ペルセディアの機体も耐え切れず全壊する。しかしタイキ達が持ち出した最良解のペルセディアが再びペルの身体となった。
体内にレーザー砲や放電装置などの武装を内蔵しているが、特筆すべき装備は以下。
時空貫通弾（ディメンジョン・ペネトレイター）打ち込んだ対象物に時空間を越えさせるエネルギー弾。
メデューサの瞳短時間だが対象物を中心とした狭い空間（範囲内のレーザーや熱線などの電磁波や、爆発などの衝撃波も含む）の時間を停止（ないし極度に遅延・加速）することができる。
第2部ではアナが同様の効果を持つ腕時計サイズのものを使用しているが、前述されるクロノダイバーの個人所有と同じく非合法品である。

テセウディア
『グランサー』に登場した機体。名前からして「テーセウス」に由来する装備。グランサーの1人・ベデルが所有していたが、「人形の巣」で大破してしまう。この機体以外にも何機かは存在していたようだが、全機失われた。
パペッティア
ハデスサイズ側のクロノダイバー。基本的にビメイダーのみが搭乗する。ペルセディアの素体であるクロノダイバー「メディア」に類似しており、様々な装甲（ドレス）を装着して能力をカスタマイズする。パペッティアが装着したドレスは以下の通り。
白雪姫（スノーホワイト）2100年代の宇宙開発時代のクロノアイズ向けに開発された空間機動戦闘用装備だが、ファウンデーションの防衛部隊にも配備されている。スカート部に搭載された無人攻撃機「セブンドワーフス」を用いてオールレンジ攻撃を行う。またペルセディアと同様の変形も可能。パペッティアが装着したものは可変機構を持たない代わりにセブンドワーフスが改良されていた。
ラプンツェル対鉱物生命体用の装備。10万本の特殊合金製の「髪」で敵を切り裂く。
赤ずきんパペッティア専用に作られたドレス。対クロノダイバー戦用に格闘戦能力と機動性を極限まで高めている。またリミッターが「壊れる」ことで狼型に変形する。最後はペルがリミッターをフル解除させたペルセディアに圧倒され、本体ごと完全に破壊された。

なお、パペッティアの技術をフィードバックすることで性能を高めたトーイを「デラックス・トーイ」と呼び、以下の機体が確認されている。
ウズメ
侵略大帝が開発した機体。極限まで軽量化したフレームに軟質素材の外装を付けている。羽衣状の装甲はリアクティブアーマーになっているほか、破壊されて砕けた破片が空中に残留して障害物になる。戦闘後にクロノアイズに回収され2号ロボとして運用される（ペル曰く、妹ができたみたい）。
アトランティスでの戦いの後、クロノアイズの追手から逃げる最中にペルセディアとはぐれ、開発者である侵略大帝の元に戻った。その後、改造を施された後にタイキと四大幹部の移動手段となるが、改造時にクロノス専用機の航時システムを盗んで組み込んでいた為、5次元空間に飛び出す事ができた。最後は最良解のクロノアイズ本部に墜落して大破し、AIユニットは新たなペルセディアに組み込まれた。
サマンサ
スリーピィが開発した機体。高い再生能力を持つ。機体名の元ネタがテレビドラマであることが、第1部の単行本で示唆されている。
ハデスによりナノマシン細胞が移植された後は、さらに再生能力が強化され、半壊の1機だったものが一晩で3機にまで増殖した。また、相手マシンへ貼り付き、ナノマシン細胞で浸食・融合することで、相手マシンの制御を奪取する能力も付与された。
アトランティスの戦いで全て破壊された後、その残骸はアトランティスの時間を加速させるべくメデューサの瞳を作動させ続ける為のエネルギー源に再利用された。
オルハリオン
アトランティス人がクロノダイバーを真似て建造した黄金の大型トーイ。未来世界で造られたメカではない為、作中に登場する人型メカでは唯一の男性型である。総合的な性能では本物のクロノダイバーやデラックス・トーイには及ばないものの、強力なレーザー兵器と頑強なボディに加え、そもそもリミッターが備わっていない事で凄まじいパワーを誇る為、決してそれらに引けを取らない。また、黄金スペースシャトル形態への変形機構を持ち、攻撃衛星を破壊する局面ではペルセディアを乗せて宇宙まで飛び立った。

## 時空の秘密
本作の時空は5次元空間（作中では「時間の外側」）から俯瞰すると巨大な「樹」のように見える。幹にあたる部分が改変されていない歴史であり、改変を受けるとその時点から枝のように分岐して別の世界（並行宇宙）になってしまう。外的な要因による干渉は全て分岐する理由となってしまうため、時間を遡ったり人造人間などの代用で歴史をコントロールすることは不可能となっている。つまり過去改変を行った所で既存の未来には一切影響が無く、「改変が行われた世界」である「時間枝」が発生するだけであり、タイムパラドックスは決して起きる事は無い。しかし逆に言えば、そのための手段さえあれば誰もが自分の思い通りの世界をいくらでも作れるという事であり、この事実が明るみに出るという事は無数の時間犯罪者を生み出す事に等しい。改変はたとえ善意から行ったことであっても、後の歴史を変えてしまうことで取り返しのつかない結果を導き出してしまった事例も存在する。
この設定自体は長谷川が過去に原案を務めた『EXPER ZENON』に登場している。
クロノアイズの任務は「改変を防ぐこと」であるが、その真の意図は「時間の分枝による時空間の混乱を防ぐこと」と、「クロノアイズが歴史改変を防いでいるからタイムパラドックスは起きていない」と人々に認識させる事で「時間が分枝するという事実を隠し続けること」である。万が一、改変され分岐してしまった時間枝には不干渉とすることでさらなる混乱を防ぐという方針を取っている。310世紀には地球より10万光年離れた宙域に情報惑星ファウンデーションを建造し、地球の歴史を監視している…という事になっているが、これも全てそう思わせるためのブラフである。
幹にあたる部分（本来の歴史）は「最良解」と呼ばれ、一度も時空犯罪が成立せず平和が保たれている。本編の舞台となる時間枝は、ディーナが未来からの干渉によって時間犯罪者ハデスへと変貌した事で最良解から分枝したとされる。
何らかの要因で一時的に分岐した時間枝が、その原因（改変によって発生した遺物など）が消滅することで元の流れに合流する「部分分岐」も存在する（本来死ぬ人物が改変で生き残っても、その人物が歴史上重要な人物でなければ部分分枝で終わる）。
初期型の航時機に乗って姿を消したキャサリンの遺したデータに記された事実は最重要機密事項とされ、クロノアイズを作った初代局長・クロノスと、そのクローンである歴代のクロノスのみに伝えられる。しかし第2部ではグランサーという職業が成立していたり、この事実を知った上で悪事を働く時間犯罪者も存在するなどかなり周知されており、タイキ達も殆ど隠そうとしていない。作中でタイキたちと出会う前のグリーナムと「グリーナムと出会った後のタイキたち」が出会い、本編の時空改変の切っ掛けになっているなど、タイムパラドックスこそ起きてはいないが、因果関係は複雑極まりないものとなっている。

## グランサー
「クロノアイズ・グランサー」とも。時空改変によって発生した時間枝はクロノアイズの原則上手が出せない。そのためアイズから離れた元職員が「個人事業主」として改変した世界を支配する時空犯罪者もしくはその産物の排除を「その世界の人間からの依頼を受ける」という形で解決する職業。クロノアイズのような公務員ではないため、依頼人からの報酬によって事業が成り立っている自営業である。クロノアイズとは「警官と、警察を退職した私立探偵」の関係に近い。時間を監視する「時空神の目」であるクロノアイズに対し、その監視を逃れた悪党達を「視線で射る者」としてグランサー（視線者）と名乗っている。
基本的には余計な分岐を作らないため「分岐の始まった時点から依頼が発せられた時点までを、冷凍睡眠で過ごしたのちに依頼を遂行する」という手法が取られている。第1部ではタイキはこの方法により、分枝を起こす事なくハデスの野望を阻止した。
グランサーは元クロノアイズの中でもごく限られた者たちであり、アイズから流れてきた旧式の装備を融通されて使用しているほか、時空法上は「非合法な装備」も使うが、これらも彼らの「個人的信用」から目こぼしされている。アイズから離れたといっても、前述の個人的信用含めて基本的にはなれる機会も能力もほとんど存在しない。本人たちは自分たちを「栄光あるクロノアイズから放逐されたならず者」と揶揄している。判明しているのは時空全体でも100人足らずで横のつながりが弱いという欠点がある。

## 補足事項
- 第2部連載中に掲載誌上のアオリに「（第1部の）アニメ企画進行中」と書かれたことがあるが、実現することは無かった。
- 2005年に放送されたテレビアニメ『ぱにぽにだっしゅ!』第25話に「コミケだけ見て翌年へ跳んでっ!」という張り紙があるシーンがあるが、これの元ネタは本作第2部作中での太揮のセリフである。この回には『マップス』の最終回が元ネタの張り紙も登場している。